# Panicum pearsonii
Panicum pearsonii är en gräsart som beskrevs av F.Bolus. Panicum pearsonii ingår i släktet vipphirser, och familjen gräs. Inga underarter finns listade i Catalogue of Life.